# 愛知牧場
愛知牧場（あいちぼくじょう）は、愛知兄弟社が経営する愛知県日進市にある牧場。

## 概要

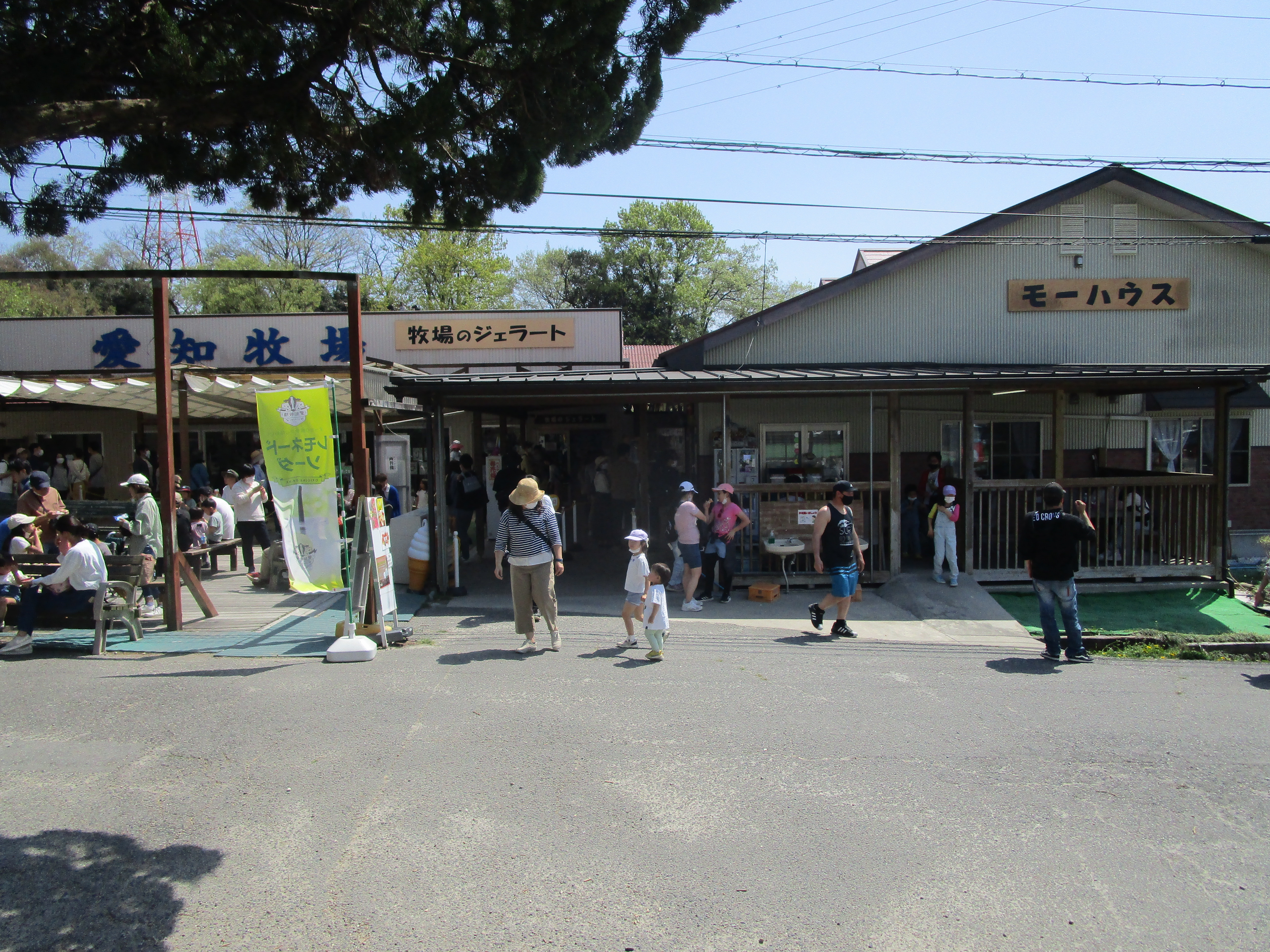
愛知牧場

乳牛を200頭飼育し、牛乳やアイスクリームの製造・販売を行っている。
創業時から一般人でも出入りは自由で、現在では入場無料の観光牧場としての一面が色濃い。
牧場内では、乳搾り、バター作りなどの体験教室が開催されている。また、乗馬やパターゴルフ、牛や羊、ヤギなどの動物と直接触れ合うことができる。
敷地内には、牧場で取れた牛乳を使ったメニューが揃う喫茶店や35卓あるバーベキュー場など施設もある。
ひまわりやコスモスなど季節の花を使った巨大迷路が登場することもある。
敷地内には2002年（平成14年）、小倉競馬場（日本中央競馬会（JRA））で行われた小倉記念（GIII）の勝ち馬アラタマインディが繋養されている。
当施設の近くには、愛知兄弟社の母体である日本基督教団南山教会があり、付近には同教会の関連施設である愛知国際病院やホスピス、デイサービスの施設がある。

## 所在地
- 愛知県日進市米野木町南山977

## アクセス
- 名鉄豊田線 黒笹駅から徒歩で約7分。
- 東名高速道路 東名三好ICより約5分。